# ایگور کیریلف
ایگور کیریلُف (روسی: И́горь Кири́ллов؛ ۱۴ سپتامبر ۱۹۳۲ – ۳۰ اکتبر ۲۰۲۱) مجری تلویزیون، مجری رادیو، گوینده ارشد خبر بود که چهره و صدای اتحاد شوروی شناخته می‌شد. او با شیوه بیان خاص خود - با حوصله و آرام - بینندگان را از رویدادهای مهمی مثل پرتاب اولین ماهواره اسپوتنیک به فضا یا بیانیه‌های پایانی حزب کمونیست آگاه می‌کرد. او همچنین مجری کلیه رویدادهای عمده از پیش برنامه‌ریزی دوران اتحاد جماهیر شوروی مثل رژه‌های نظامی در میدان سرخ مسکو تا کنگره‌های حزب کمونیست بود. اتحاد جماهیر شوروی در سال ۱۹۹۱ فروپاشید. زمانی که رهبران اتحاد جماهیر شوروی می‌مردند این ایگور کیریلف بود که در مراسم تدفین آنها در کنار دیوار کرملین اظهار نظر می‌کرد. در اواخر دهه ۱۹۸۰، اخبار تلویزیونی در جهان درحال تحول بود: خبرخوان‌ها دیگر گویندگان حرفه‌ای نبودند بلکه ژورنالیست بودند. در همان دوره بود که چهره ایگور کیریلف به تدریج از صفحه تلویزیون‌های اتحاد جماهیر شوروی ناپدید شد. وی برندهٔ جوایزی همچون جایزه هنرمند مردمی اتحاد جماهیر شوروی، نشان پرچم سرخ کار، جایزه دولتی اتحاد شوروی، و هنرمند مردمی جمهوری شوروی فدراتیو سوسیالیستی روسیه شده‌است. کیریلف در سن ۸۹ سالگی در روسیه در گذشت.